# 조홍래
조홍래(趙洪來, 1940년 3월 24일 ~ )는 대한민국의 정치인이다. 제8·10·12대 국회의원을 지냈다.

## 학력
- 경남중학교 졸업
- 경남고등학교 졸업
- 서울대학교 정치학과 졸업

## 경력
- 신한민주당 총재 유진오 박사 보좌역
- APU한국대표 한 인도 의원협회 부회장
- 민추협 발기인 겸 상임위원
- 국회 농수산위 간사, 예산결산위 간사
- 통일민주당 창당발기인, 정책위 의장
- 김영삼 통일민주당 총재 특별보좌역
- 농어촌진흥공사 사장
- 대통령 비서실 정무수석 비서관

## 역대 선거 결과
|  | 41.17% |

|  | 50.61% |

|  | 0% |

|  | 16.44% |

|  | 20.18% |

|  | 31.13% |

|  | 43.18% |